# Kỷ lục của giải Oscar
Dưới đây là danh sách các kỷ lục của giải Oscar, giải thưởng điện ảnh quan trọng nhất của nền công nghiệp điện ảnh Hoa Kỳ.

## Kỷ lục về giải thưởng
| Phim |       |            |
| Tên phim                                                                                                | Đề cử | Giành giải |
| Ben-Hur (1959)                                                                                          | 12    | 11         |
| Titanic (1997)                                                                                          | 14    | 11         |
| Chúa tể những chiếc nhẫn: Sự trở lại của nhà vua (2003) (The Lord of the Rings: The Return of the King) | 11    | 11         |
| Đạo diễn                                                                                                |       |            |
| Đạo diễn                                                                                                | Đề cử | Giành giải |
| John Ford                                                                                               | 5     | 4          |
| William Wyler                                                                                           | 12    | 3          |
| Frank Capra                                                                                             | 6     | 3          |
| Diễn xuất                                                                                               |       |            |
| Diễn viên                                                                                               | Đề cử | Giành giải |
| Katharine Hepburn                                                                                       | 12    | 4          |
| Jack Nicholson                                                                                          | 12    | 3          |
| Ingrid Bergman                                                                                          | 7     | 3          |
| Walter Brennan                                                                                          | 4     | 3          |
| Meryl Streep                                                                                            | 21    | 3          |
| Nhiều giải nhất trên mọi hạng mục                                                                       |       |            |
| Người được đề cử                                                                                        | Đề cử | Giành giải |
| Walt Disney (Đạo diễn, nhà sản xuất)                                                                    | 59    | 22         |

## Kỷ lục về đề cử
| Phim có nhiều đề cử nhất                              |            |            |
| Tên phim                                              | Đề cử      | Giành giải |
| All About Eve (1950)                                  | 14         | 6          |
| Titanic (1997)                                        | 14         | 11         |
| La La Land                                            | 14         | 6          |
| Phim có nhiều đề cử mà không giành giải               |            |            |
| Tên phim                                              | Đề cử      | Giành giải |
| The Turning Point (1977)                              | 11         | 0          |
| The Color Purple (1985)                               | 11         | 0          |
| Đạo diễn có nhiều đề cử nhất                          |            |            |
| Đạo diễn                                              | Đề cử      | Giành giải |
| William Wyler                                         | 12         | 3          |
| Billy Wilder                                          | 8          | 2          |
| Fred Zinnemann                                        | 7          | 2          |
| David Lean                                            | 7          | 2          |
| Đạo diễn có nhiều đề cử nhất mà không giành giải      |            |            |
| Đạo diễn                                              | Đề cử      | Giành giải |
| Robert Altman                                         | 5          | 0          |
| Clarence Brown                                        | 5          | 0          |
| Alfred Hitchcock                                      | 5          | 0          |
| King Vidor                                            | 5          | 0          |
| Diễn viên có nhiều đề cử nhất                         |            |            |
| Diễn viên                                             | Đề cử      | Giành giải |
| Meryl Streep                                          | 19         | 3          |
| Katharine Hepburn                                     | 12         | 4          |
| Jack Nicholson                                        | 12         | 3          |
| Diễn viên có nhiều đề cử nhất mà không giành giải     |            |            |
| Diễn viên                                             | Đề cử      | Giành giải |
| Peter O'Toole                                         | 8          | 0          |
| Richard Burton                                        | 7          | 0          |
| Diễn viên có nhiều đề cử liên tiếp nhất               |            |            |
| Diễn viên                                             | Đề cử      | Thời gian  |
| Bette Davis                                           | 5 (1 giải) | 1938-1942  |
| Greer Garson                                          | 5 (1 giải) | 1941-1945  |
| Marlon Brando                                         | 4 (1 giải) | 1951-1954  |
| Jennifer Jones                                        | 4 (1 giải) | 1943-1946  |
| Nhiều đề cử nhất trên mọi hạng mục                    |            |            |
| Người được đề cử                                      | Đề cử      | Giành giải |
| Walt Disney (Đạo diễn, nhà sản xuất)                  | 59         | 22         |
| Nhiều đề cử nhất mà chưa giành giải trên mọi hạng mục |            |            |
| Người được đề cử                                      | Đề cử      | Giành giải |
| Kevin O'Connell (nhạc sĩ hòa âm)                      | 20         | 0          |

## Phim giành 5 giải lớn
- 5 giải Oscar quan trọng nhất ("Big Five") của giải Oscar bao gồm Phim hay nhất, Đạo diễn xuất sắc nhất, Nam và Nữ diễn viên chính xuất sắc nhất, Kich bản hay nhất. Các phim từng giành đủ 5 giải này là:

| It Happened One Night (1934)   |                                         |
| Hạng mục                       | Người giành giải                        |
| Phim hay nhất                  | Frank Capra và Harry Cohn               |
| Đạo diễn xuất sắc nhất         | Frank Capra                             |
| Kịch bản chuyển thể hay nhất   | Robert Riskin                           |
| Vai nam chính xuất sắc nhất    | Clark Gable                             |
| Vai nữ chính xuất sắc nhất     | Claudette Colbert                       |
| Bay trên tổ chim cúc cu (1975) |                                         |
| Hạng mục                       | Người giành giải                        |
| Phim hay nhất                  | Michael Douglas và Saul Zaentz          |
| Đạo diễn xuất sắc nhất         | Miloš Forman                            |
| Kịch bản chuyển thể hay nhất   | Lawrence Hauben và Bo Goldman           |
| Vai nam chính xuất sắc nhất    | Jack Nicholson                          |
| Vai nữ chính xuất sắc nhất     | Louise Fletcher                         |
| Sự im lặng của bầy cừu (1991)  |                                         |
| Hạng mục                       | Người giành giải                        |
| Phim hay nhất                  | Kenneth Utt, Edward Saxon và Ron Bozman |
| Đạo diễn xuất sắc nhất         | Jonathan Demme                          |
| Kịch bản chuyển thể hay nhất   | Ted Tally                               |
| Vai nam chính xuất sắc nhất    | Anthony Hopkins                         |
| Vai nữ chính xuất sắc nhất     | Jodie Foster                            |

## Kỷ lục khác
- Emma Thompson là diễn viên duy nhất vừa giành giải Oscar nữ diễn viên chính xuất sắc nhất (cho vai diễn trong phim Howards End, 1992) vừa giành giải Oscar kịch bản chuyển thể hay nhất (Lý trí và tình cảm, 1995).
- Người già nhất từng giành giải Oscar diễn xuất là Christopher Plummer, ông giành giải Oscar Nam diễn viên phụ xuất sắc nhất cho vai diễn trong phim Beginners    (2011) khi đã 82 tuổi. Còn người giữ kỷ lục trẻ nhất là Tatum O'Neal khi giành giải Nữ diễn viên phụ xuất sắc nhất cho vai diễn trong phim Paper Moon (1973) khi mới lên 10.
- Người già nhất từng được đề cử giải Oscar diễn xuất là Gloria Stuart, bà đã 87 tuổi khi được đề cử cho hạng mục Nữ diễn viên phụ xuất sắc nhất cho vai diễn trong phim Titanic (1997). Ở hướng ngược lại, Justin Henry được đề cử giải Oscar Nam diễn viên phụ xuất sắc nhất cho vai diễn trong phim Kramer vs. Kramer      (1979) khi mới lên 8.
- James Dean là diễn viên duy nhất được đề cử giải Oscar diễn xuất sau khi đã qua đời. Mặc dù đã qua đời trong một tai nạn xe máy năm 1955, Dean vẫn được đề cử giải Oscar Nam diễn viên chính xuất sắc nhất năm 1956 cho vai diễn trong phim Phía Đông vườn Địa đàng và 1957 cho vai diễn trong phim Giant.
- Diễn xuất ngắn nhất giành được giải Oscar là của Beatrice Straight, chỉ với 5 phút 40 giây xuất hiện trong phim Network (1976), Straight đã giành giải Oscar Nữ diễn viên phụ xuất sắc nhất. Nếu tính riêng các hạng mục diễn viên chính thì người đang giữ kỷ lục loại này là Anthony Hopkins, vào vai Hannibal Lecter với thời gian lên hình chưa đầy 17 phút trong bộ phim 118 phút Sự im lặng của bầy cừu (1991), Hopkins đã được trao giải Oscar Nam diễn viên chính xuất sắc nhất.
- Hai diễn viên duy nhất cho đến nay từng từ chối giải Oscar đó là George C. Scott (với vai diễn trong phim Patton (1970)) vì cho rằng mình đóng chưa đủ thuyết phục, và Marlon Brando (với vai Bố già Vito Corleone trong phim Bố già (1972)) với lý do để phản đối sự đối xử bất công của chính phủ Mỹ với người da đỏ thiểu số.
- Có năm diễn viên đã từng hai năm liên tiếp giành giải Oscar diễn xuất, đó là Luise Rainer (1936 và 1937), Spencer Tracy (1938 và 1939), Katharine Hepburn (1967 và 1968), Jason Robards (1976 và 1977). Người gần đây nhất đạt được thành tích này là Tom Hanks (1993 và 1994).
- George Bernard Shaw là người duy nhất cho đến nay vừa giành Giải Nobel (ông được trao Giải Nobel Văn học năm 1925) vừa giành giải Oscar (Giải Oscar kịch bản chuyển thể hay nhất cho phim Pygmalion năm 1938).
- Người trẻ nhất từng được trao giải Oscar là Shirley Temple Black, Shirley mới lên 6 khi được trao giải Oscar cho trẻ em năm 1934.